# Обуховский, Анатолий Романович
Анатолий Романович Обуховский (1925—1997) — старший сержант Советской Армии, участник Великой Отечественной войны, Герой Советского Союза (1944).

## Биография
Родился 15 мая 1925 года в Житомире. После окончания четырёх классов школы работал в колхозе. В январе 1943 года был призван на службу в Рабоче-крестьянскую Красную Армию. С августа того же года — на фронтах Великой Отечественной войны. В боях был ранен.
К ноябрю 1943 года сержант Анатолий Обуховский командовал орудием дивизиона 71-й механизированной бригады 9-го механизированного корпуса 3-й гвардейской танковой армии 1-го Украинского фронта. Отличился во время освобождения Киевской области Украинской ССР. 8 ноября 1943 года у села Волица Фастовского района первым обнаружил колонну отступающего противника и доложил об этом командованию, которое приняло решение атаковать её. В том бою вместе со своим расчётом уничтожил 2 танка, 5 артиллерийских орудий, 2 тягача, большое количество другой боевой техники и более 100 солдат и офицеров противника.
Указом Президиума Верховного Совета СССР «О присвоении звания Героя Советского Союза генералам, офицерскому, сержантскому и рядовому составу Красной Армии» от 10 января 1944 года за «образцовое выполнение боевых заданий командования на фронте борьбы с немецко-фашистскими захватчиками и проявленные при этом отвагу и геройство» был удостоен высокого звания Героя Советского Союза с вручением ордена Ленина и медали «Золотая Звезда» за номером 2116.
В августе 1944 года был тяжело ранен. После окончания войны в звании старшего сержанта он был демобилизован. Проживал и работал в Житомире. Активно занимался общественной деятельностью. Скончался 24 апреля 1997 года, похоронен на житомирском кладбище «Дружба» (Корбутовском).
Почётный гражданин Житомира. Был также награждён орденом Отечественной войны 1-й степени и рядом медалей.